# 5532 Ітінохе
5532 Ітінохе (5532 Ichinohe) — астероїд головного поясу, відкритий 14 лютого 1932 року.
Тіссеранів параметр щодо Юпітера — 3,202.